# Cyclosa inca
Cyclosa inca Levi, 1999 è un ragno appartenente alla famiglia Araneidae.

## Etimologia
Il nome della specie deriva dalla cittadina peruviana di Puerto Inca, nel cui territorio sono stati rinvenuti gli esemplari

## Caratteristiche
L'olotipo femminile ha dimensioni: cefalotorace lungo 1,37mm, largo 0,95mm; opistosoma lungo 1,93mm.

## Distribuzione
La specie è stata reperita in varie località della regione compresa fra la Colombia e l'Argentina: l'olotipo maschile e l'allotipo femminile nei pressi di  Dantas, a sudovest di Puerto Inca, località della provincia omonima della regione di Huánuco, nel Perù centrale.

## Tassonomia
Al 2013 non sono note sottospecie e dal 1999 non sono stati esaminati nuovi esemplari.